# Епархия Аляски
Епархия Аляски (также Ситкинская и Аляскинская епархия, англ. Diocese of Sitka and Alaska) — епархия Православной Церкви в Америке.
Охватывает территорию штата Аляска. Кафедральный город — Ситка. Кафедральные соборы — Михаило-Архангельский (Ситка), Иннокентиевский (Анкоридж).

## История
Впервые православная кафедра на Аляске, Кадьякское викариатство Иркутской епархии, была учреждена 19 июля 1796 года как викариатство для окормления новоприсоединённых к Российской империи Американских земель. 10 апреля 1799 года на новую кафедру был хиротонисан Иоасаф (Болотов), но судно, на котором он отправился на остров Кадьяк, потерпело крушение, и он утонул вместе со всеми пассажирами в мае 1799 года.
Святейший Синод, руководствуясь мнением Главного Правления Российско-американской компании, осенью 1810 года принял решение не назначать нового архиерея на вдовую кафедру, но император не утвердил этот пункт, о чём члены Синода были уведомлены в марте 1811 года, По некоторым данным, Кадьякское викариатство было официально упразднено в 1811 году и «поручил Святейшему Синоду приискать кандидата, могущего занять епископское место в Кадьяке»
В декабре 1840 года из состава Иркутской епархии была выделена самостоятельная Камчатская, Курильская и Алеутская епархия, чья кафедра расположилась на Аляске, в Новоархангельске и чьё ведение простиралось на все американские русские владения, вдобавок к Камчатке и Курилам.
С 1852 года, по усмотрению правящего архиерея, кафедра переместилась на Евразийский континент. Для управления отдалёнными американскими землями 11 января 1858 года было учреждено Новоархангельское викариатство Камчатской епархии, с кафедрой в Ситкинском Михаило-Архангельском соборе.
После того, как в 1867 году русские американские владения были проданы Соединённым Штатам, из состава Камчатской епархии для них было решено выделить самостоятельную епархию, что и последовало в 1869 году. Изначально архиерей именовался Новоархангельским и Алеутским, а 12 января 1870 года был переименован в Алеутского и Аляскинского.
29 июня 1872 года состоялось перенесение кафедры епархии в Сан-Франциско (штат Калифорния) и епархия стала простирать своё попечение на всю Северную Америку, почему 17 января 1900 года была переименована в Алеутскую и Северо-Американскую, а с 1905 года имела кафедру в Нью-Йорке.
29 ноября 1903 года собственно Аляскинская кафедра была учреждена вновь, как викариатство Алеутской и Северо-Американской епархии. С началом церковной смуты в Америке после революции 1917 года Аляскинская епархия разделила судьбу русской «Американской митрополии».
В ноябре 1934 года по предложению митрополита Сан-Францисского Феофила Аляскинское викариатство преобразовано в самостоятельную епархию. Аляска стала одним из немногих регионов Северной Америки, избежавшей учреждения параллельных православных кафедр — только архипастыри русской «Американской митрополии», затем с 1970 года Православной Церкви в Америке, носили титул Аляскинских. Единственным исключением был Антонин (Покровский), находившийся в 1934—1939 годах в составе Американского экзархата Московского Патриархата с титулом викария «Вашингтонского и Аляскинского».
В 1950-х годах крайняя нехватка священнослужителей привела к тому, что наблюдение за правильным устроением приходской жизни и проведением церковных служб на местных наречиях было обязанностью мирян-чтецов. С середины 1960-х началось возрождение церковной жизни, ознаменованное восстановлением сгоревшего Михаило-Архангельского собора.
В 1973 году, впервые после закрытия церковной школы на острове Уналашка (1917), на территории Аляски на полуострове Кенай была открыта Свято-Германовская пастырская школа для подготовки священников и церковнослужителей из местного населения. В 1974—1975 годы школа была переведена на остров Кадьяк, а спустя 2 года преобразована в семинарию.

## Епископы
Кадьякское викариатство Иркутской епархии
- Иоасаф (Болотов) (10 апреля — май 1799)

Камчатская, Курильская и Алеутская епархия (с 1852 года кафедра перенесена на Евразийский континент)
- Иннокентий (Вениаминов) (15 декабря 1840 — 5 января 1868)
- Вениамин (Благонравов) (18 марта 1868 — 31 марта 1873)
- Павел (Попов) (31 марта 1873 — 25 мая 1877)

Новоархангельское викариатство Камчатской епархии
- Павел (Попов) (6 марта 1860 — 9 ноября 1866)
- Петр (Екатериновский) (9 ноября 1866 — 3 июля 1867)
- Дионисий (Хитров) (9 февраля 1868 — 12 ноября 1870)

Новоархангельская, с 1870 — Алеутская епархия
- Иоанн (Митропольский) (5 июля 1870 — 12 апреля 1877)
- Нестор (Засс) (17 декабря 1878 — 30 июня 1882)
- Исидор (Никольский) (1882—1887) в/у, митрополит Новгородский, Санкт-Петербургский и Финляндский
- Владимир (Соколовский-Автономов) (20 декабря 1887 — 8 июня 1891)
- Николай (Адоратский) (8 июня — 7 сентября 1891)
- Николай (Зиоров) (29 сентября 1891 — 14 сентября 1898)
- Тихон (Беллавин) (14 сентября 1898 — 17 января 1900)

Аляскинское викариатство Северо-Американской епархии
- Иннокентий (Пустынский) (14 декабря 1903 — 1 мая 1909)
- Александр (Немоловский) (17[4] ноября 1909 — 6 июля 1916)
- Филипп (Ставицкий) (6 августа 1916 — 16 декабря 1919)
- Антоний (Дашкевич) (11 декабря 1921 — 7 февраля 1924)
- Амфилохий (Вакульский) (28 июля 1924 — сентябрь 1930)
- Антонин (Покровский) (29 сентября 1930—1934)

Аляскинская епархия
- Алексий (Пантелеев) (конец ноября 1934—1944)
- Иоанн (Злобин) (10 марта 1946 — около 1952)
- Амвросий (Мережко) (11 сентября 1955—1967)
- Феодосий (Лазор) (1 июня 1967 — 30 мая 1972) до 17 ноября 1967 в/у, епископ Вашингтонский
- Григорий (Афонский) (13 мая 1973 — 20 июля 1995)
- Герман (Свайко) (1995 — ноябрь 2001) в/у, митрополит Вашингтонский
- Николай (Сораич) (15 ноября 2001 — 13 мая 2008)
- Герман (Свайко) (13 мая — 4 сентября 2008) в/у, митрополит Вашингтонский
- Вениамин (Питерсон) (4 сентября 2008 — 21 февраля 2014) в/у, архиепископ Сан-Францисский
- Давид (Махаффи) (21 февраля 2014 — 27 ноября 2020)
- Алексий (Трейдер) (3 ноября 2020 — 15 марта 2022) в/у, епископ Бетесдский
- Алексий (Трейдер) (15 марта 2022 года)

## Благочиннические округа
- Анкориджский миссионерский
- Бетельский
- Диллингэмский
- Кенайский
- Кодьякский
- Округ Русская Миссия
- Ситкинский
- Уналашкинский